# Kemse, Baranya
Kemse este un sat în districtul Sellye, județul Baranya, Ungaria, având o populație de 59 de locuitori (2011). 

## Demografie
Componența etnică a satului Kemse
     Maghiari (93,65%)
     Romi (6,35%)
Componența confesională a satului Kemse
     Romano-catolici (45,76%)
     Reformați (28,81%)
     Fără religie (20,34%)
     Necunoscută (5,08%)
Conform recensământului din 2011, satul Kemse avea 59 de locuitori. Din punct de vedere etnic, majoritatea locuitorilor (93,65%) erau maghiari, cu o minoritate de romi (6,35%). Nu există o religie majoritară, locuitorii fiind romano-catolici (45,76%), reformați (28,81%) și persoane fără religie (20,34%). Pentru 5,08% din locuitori nu este cunoscută apartenența confesională.